# Célula de Sauerland
La Célula de Sauerland o Cuarteto de Sauerland es una organización islámica cuya intención era emular sobre territorio alemán los atentados del 11 de septiembre, y que estaba radicada en la ciudad alemana de Sauerland. El líder de esta organización fue Fritz Gelowicz, alemán convertido al islam. También se encontraban otros miembros como Adem Yilmaz, germano-turco.

## Preparaciones para el ataque y desmantelación
El grupo había recibido órdenes de perpetrar ataques de proporciones similares a los atentados del 11-S, durante el entrenamiento realizado en un campamento paquistaní de Al Qaeda en Waziristán. Después de meses bajo observación por agentes del Oficina Federal de Investigación Criminal de Alemania y ante la evidencia de que se preparaban para actuar, la organización fue desmantelada el 4 de septiembre de 2007. En el momento de ser desarticulado, el grupo tenía almacenado 730 kilos de material explosivo. El grupo tenía entre sus objetivos la Base Aérea de Ramstein (centro de las Fuerzas Aéreas de Estados Unidos en Europa) y el aeropuerto de Fráncfort.
El 30 de abril de 2015 se produjeron dos nuevas detenciones de personas relacionadas con la célula de Sauerland, afirmando la policía que los detenidos estaban preparando un ataque terrorista de la misma fuerza destructiva que los atentados de Madrid.